# Bathycuma capense
Bathycuma capense är en kräftdjursart som först beskrevs av John Todd Zimmer 1921.  Bathycuma capense ingår i släktet Bathycuma och familjen Bodotriidae. Inga underarter finns listade i Catalogue of Life.